# Karolina Jonderko
Karolina Jonderko (ur. 1985 w Rydułtowach) – polska fotograf, członkini agencji Napo Images.

## Życiorys
Jest absolwentką Warszawskiej Szkoły Filmowej i Państwowej Wyższej Szkoły Filmowej, Telewizyjnej i Teatralnej im. Leona Schillera w Łodzi. Była stypendystką Ministerstwa Kultury i Dziedzictwa Narodowego i absolwentką programu mentorskiego Napo Images. Ukończyła staż w biurze Magnum Photos w Nowym Jorku. Od 2011 miała dziewięć wystaw indywidualnych w Polsce. W swojej twórczości koncentruje się na następstwach straty. Laureatka nagrody World Press Photo w 2021.

## Nagrody i wystawy
Była laureatką m.in. następujących konkursów:
- Ideas Tap & Magnum Photos Award,
- Grand Press Photo,
- Foto Visura[2].